# 1929年中国
| 中国历史 / 中国历史年表                                                                                                   |
| 世紀： 19世纪中国 / 20世纪中国 / 21世纪中国                                                                               |
| 年代： 1890年代中国 / 1900年代中国 / 1910年代中国 / 1920年代中国 / 1930年代中国 / 1940年代中国 / 1950年代中国大陆         |
| 年份： 1925年中国 / 1926年中国 / 1927年中国 / 1928年中国 / 1929年中国 / 1930年中国 / 1931年中国 / 1932年中国 / 1933年中国 |
| 纪年： 己巳年（蛇年）、中华民国18年                                                                                       |

## 大事記

### 1月
- 1月1日——蔣介石在南京召開國軍編遣會議，是日舉行開幕式，馮玉祥、閻錫山、何應欽、胡漢民、宋子文、王寵惠、吳敬恆、孫科等均出席，同日蔣發表《關於國軍編遣會之希望》一文，稱「編遣委員會目的，固然是要整理全國的軍事，但同時也要把整個全國財政這一個問題，謀根本的解決。」；熱河省政府成立，主席湯玉麟；國民政府明令原甘肅省寧夏道屬各縣劃歸寧夏省管轄，原甘肅省西寧道屬各縣劃歸青海省管轄；由蔣介石發起之勵志社在南京正式開幕，蔣自任社長[1]:3265-3266。
- 1月2日——第三集團軍總司令閻錫山對編遣會議表示消極，是日至1月4日，先後至鎮江、無錫等地參觀游覽[1]:3266。
- 1月4日——是日至1月6日，中共湘灨邊區前委、特委、紅四軍軍委和地方黨組織負責人聯席會議在寧岡柏露舉行，由毛澤東主持，決定彭德懷紅五軍及紅四軍第三十二團王佐部留守井岡山，紅四軍主力向贛南、閩西進軍，徹底粉碎敵人「圍剿」，開辟新之革命根據地[1]:3267。
- 1月14日——毛泽东、朱德希望打破湘赣两省敌军对井冈山根据地的第三次“会剿”；2月1日，毛泽东、朱德率领部队夜宿在寻乌县吉潭镇的圳下村，军部驻扎在村中心的文昌阁和一个较大的土围子里面，二十八团和三十一团被安排在村前和村后守卫着军部。
- 1月31日——國民政府特任蔣介石、吳敬恆、譚延闓、馮玉祥、閻錫山、李宗仁、李濟深、張學良、楊樹莊、何應欽、宋子文、胡漢民、林森、蔡元培、戴季陶、孫科、陳果夫、于右任為國民政府財政委員會委員[1]:3284。

### 2月
- 2月1日——財政部所頒海關新稅則開始實行，內地稅局及煤油、卷煙徵收總局裁撤；國民政府特任譚延闓為財政委員會委員長；蒙藏委員會在南京成立；吉林省政府成立；教育部聘吳敬恆為國語統一籌備委員會主席[1]:3284。
- 2月2日——拂晓，二十八团先于军部开拔，赣军刘士毅部的先头部队突然向驻在圳下村中的红四军军部袭击，住在村前的小庙里的毛泽东与贺子珍由警卫员掩护，涉水过河，突围上山；军长朱德手提冲锋枪与警卫员突围，结婚不到一年已有身孕的妻子伍若兰因腿部中弹被捕；陈毅在突围中，被突然冲上来的敌人一把抓住大衣，陈毅把大衣一脱，往敌人头上罩去，才得以逃脱。红四军损失惨重无歇脚之处，伤员剧增却无处安置，弹药耗尽无从补充，士气低落。毛泽东在3月20日给中央报告中称“是我军最困难的时候”。
- 2月4日——閻錫山以父病重為由呈國民政府准假四星期，於是日由南京乘輪北上返回山西[1]:3286。
- 2月11日——红四军伏击围追的刘士毅旅，战斗相持不下时毛泽东也提枪带着警卫排向敌冲锋，此战“始将刘部完全击溃。其团长萧致平、钟桓被活捉，因不认识被逃去。得械八百余支，俘虏数略同”，此即大柏地战斗，扭转了红四军离开井冈山后的被动局面。1929年9月陈毅写给中央的报告中评价大柏地战斗：“是役，我军以屡败之余作最后一掷，击破强敌；官兵在弹尽援绝之际，用树枝、石块、空枪与敌在血泊中挣扎，始获最后胜利，为红军成立以来最有荣誉之战争。”1933年夏毛泽东路过大柏地战场，写了《菩萨蛮·大柏地》一词：“当年鏖战急，弹洞前村壁。”
- 2月20日——下午，红四军到东固，与红二团团长兼党代表李文林部会合，在东固革命根据地休整一周，300余名伤病员得以安置治疗休养。毛泽东后评价：“如果当年没有东固的一个星期休整，红四军将被拖垮，更不可能开创赣南革命根据地。”在东固休整期间，毛泽东得悉井冈山根据地失守，原先设想“给井冈山解围”的战略目标和作战计划被打乱，毛泽东也认识到以“凭险据守”的山地战术，在强大敌人的联合“围剿”攻击下，再险要的地势也有被攻破的一天。红四军前委“乃决定抛弃了固定区域之公开割据政策，而采取变定不居的游击政策（打圈子政策），以对付敌人之跟踪穷追政策”，破除了井冈山时期“凭险据守”的观念局限，实现了战略战术上的重要转变。
- 2月27日——國民政府令：國民革命軍總司令部、各集團軍總司令部、海軍總司令部、各總指揮部均着於3月15日一律撤銷，各編遣區辦事處均着於3月16日正式開始辦公，編遣委員會呈報決議各兵工廠於4月1日一律停工照准，着軍政部轉飭遵照；國民政府令：任命何應欽為中央編遣區辦事處主任委員，朱培德為第一編遣區辦事處主任委員，鹿鐘麟為第二編遣區辦事處主任委員，周珩為第三編遣區辦事處主任委員，白崇禧為第四編遣區辦事處主任委員，張維清、楊勁支為第五編遣區辦事處委員，楊樹蔣為海軍編遣區辦事處主任委員；國民政府任命張知本為湖北省政府主席，潘宜之為湖北武漢市市長[1]:3299。

### 3月
- 3月1日——西康特區委員會成立[1]:3301。
- 3月5日——國民政府任命王世杰為國立武漢大學校長，未到任前以該校理工學院院長王星拱代理，任命張群為國立同濟大學校長，原任張仲蘇免職，派易培基兼北平故宮博物院古物館館長[1]:3304。
- 3月31日——濟南市民懸青天白日旗慶祝接收，山東省政府主席孫良誠和濟南維持會長柴勤唐均告示安民，要市民「各安居樂業，勿得自相驚擾」，並謂「從前或作軌外行動，或有附逆嫌疑，苟能革命自新，均當曲予原宥，免究既往」[1]:3327。

### 4月
- 4月1日——桂系將領在梧州開軍事會議，決定全力救武漢，將桂系軍隊改稱「靖難軍」，派18個團由廣東、廣西入湖南，推白崇禧為總指揮，黃旭初為前敵總指揮，調伍廷颺部由桂林出發入湖南與黃部會合[1]:3328。
- 4月13日——毛泽东给湘赣边界特委的信中，盛赞了李文林红二团的游击战术——“他的战术是飘忽不定的游击，游击的区域是很宽的……他们消灭了许多靖卫团，打败过卅六旅的七十二团。”毛泽东建议湘赣边界特委也学习这种游击战术：“守势的根据地的观念，以后应该抛弃，大小五井、九陇等地，再不必固守了。强敌来了，就用盘旋式的打圈子政策对付他。”[2]
- 4月27日——國民政府令，將武漢市改為特別市，任劉文島為市長，6月11日又令武漢特別市改為漢口特別市，以漢口、漢口為管轄區域，6月21日湖北省政府會議決：劃武昌為普通市，由省府組市政委員會，不另設市政府；國民政府任命張貞兼福建「剿匪」司令[1]:3352。

### 5月
- 5月1日——總理奉安委員會辦公處電告各機關：該會第十一次會議議決自5月26日起，至6月1日止，全國一律下半旗，並臂纏黑紗，停止宴會、娛樂七日，以誌哀悼，5月7日國民政府復通電全國遵行[1]:3355。
- 5月31日——公祭孫中山最後一日，18國參加奉安專使、教宗代表、日人犬養毅、頭山滿、各國駐華新聞代表及葬事籌備處委員、奉安委員會委員、親故、家屬等分別致祭，祭畢即行封棺禮，孫之家屬、親友及中國國民黨中央委員、國民政府特任官、宋慶齡、孫科、蔣介石、胡漢民、譚延闓、戴季陶、張靜江、陳果夫、葉楚傖等100多人參加[1]:3381。

### 6月
- 6月1日——孫中山靈櫬安葬於南京紫金山陵墓，晨4時由中國國民黨中央黨部啟靈，在南京各中央委員、政府委員、孫之家屬、親故及各國專使參加送殯，沿途民眾肅立瞻禮者達數十萬人，正午12時奉安告成[1]:3382。
- 6月28日——國民政府令派蔣介石、胡漢民、張靜江、譚延闓、李石曾、蔡元培、于右任、林森、宋子文、孔祥熙、林煥庭、葉楚傖、楊銓、戴季陶、陳果夫、孫科、古應芬、劉紀文、吳鐵城為總理陵園管理委員會委員，並指定林森、林煥庭、葉楚傖、孫科、劉紀文為常務委員[1]:3408。

### 7月
- 中共閩西第一次代表大會在蛟洋舉行，提出「發動廣大群眾創造閩西工農割據」之總路線必須完成之18項任務，毛澤東就如何鞏固和發展紅色根據地方針問題作重要提示：「這就是：一、深入地進行土地革命；二、徹底消滅民團土匪，發展工農武裝，有陣地地波浪式地向外發展；三、發展黨、建立政權、肅清反革命。」[1]:3427
- 7月1日——國民政府任命陳布雷為浙江省政府委員兼教育廳長[1]:3410。
- 7月31日——中國國民黨中央政治會議議決，李濟深准恢復自由[1]:3427。

### 8月
- 8月1日——編遣實施會議開幕[1]:3427。
- 8月29日——中國國民黨中常會沐：准蔡元培辭去監察院院長兼職，所請辭去國民政府委員，應予慰留，選任趙戴文為國民政府委員兼監察院院長[1]:3442。

### 9月
- 9月1日——粵軍是日起實行編遣，新委師長余漢謀、李敬揚、香翰屏在廣州正式就職[1]:3444。
- 9月28日——國民政府電令安徽省政府：代理主席蘇宗轍着即來京，主席職務以吳醒亞代理[1]:3460。

### 10月
- 10月1日——劉峙電南京陸海空軍總司令部，再請明令討伐張發奎[1]:3462。
- 10月31日——上午，蔣介石由漢口赴武昌視察，布置討逆軍事，邵力子、周佛海、劉文島等隨行[1]:3477。

### 11月
- 11月4日——國民政府令：衛生部長薛篤弼免職，任命劉瑞恒代理衛生部長，任命林雲陔為廣州特別市市長[1]:3479。
- 11月30日——蔣介石電武漢行營主任張治中，令將武漢行營結束，關於衛戍武漢暨湖北全省「剿共」事宜，統歸劉峙負責[1]:3492。

### 12月
- 12月1日——唐生智、宋哲元、孫連仲、徐源泉等75人聯名通電反蔣，略謂：當此之時，唯有立息內爭，同心禦侮，「有違斯旨，仍存自私者，即為全國公敵，誓當立予鏟除」[1]:3492。
- 12月28日——中共紅四軍第九次代表大會在閩西上杭縣古田召開，會議通過《中國共產黨紅四軍第九次代表大會決議案》（即《古田会议決議》），強調紅軍必須服從黨的領導，樹立無產階級思想，糾正單純軍事觀點、極端民主化、絕對平均主義、主觀主義、個人主義、流寇思想等錯誤觀念，紅軍必須擔負起宣傳群眾、組織群眾、武裝群眾等項任務[1]:3505。
- 12月30日——東北政務委員會發表任命莫德惠為中東路督辦，翟文選准辭遼寧省政府主席職，以臧式毅繼任[1]:3506。